# Харків (поїзд)
«Хáрків» — нічний швидкий фірмовий пасажирський поїзд 2-го класу № 81/82 сполученням Харків — Новоолексіївка, формуванням Південної залізниці. До 26 грудня 2014 року курсував до станції Сімферополь. На даний поїзд є можливість придбати електронні проїзні документи.
Протяжність маршруту руху поїзда складає — 530 км. 

## Інформація про курсування
Поїзд курсував через день (на літній період 2016 року вперше поїзд не курсував, оскільки були призначені додаткові поїзди № 277/278 сполученням Кременчук, Полтава — Новоолексіївка, № 249/259-250/260 Харків — Новоолексіївка / Генічеськ, а також регіональний експрес «Інтерсіті+» № 729/730 складом EJ 675 сполученням Харків — Генічеськ). 
З 1 листопада 2016 року поїзд з Харкова відправлявся по непарним, з Новоолексіївки по парним числам місяця. З 9 грудня 2018 року курсує через день, з квітня по жовтень — щоденно.
На маршруті руху поїзд зупинявся на 6 проміжних станціях. Найтриваліша зупинка поїзда була на станції Мелітополь — 22 хвилини (з 12 грудня 2021 року зупинка поїзда скорочена до 5 хвилин).
| Розклад руху поїзда № 81/82 «Харків» (12.12.2021—28.02.2022) |                  |                |              |                  |
| Час прибуття                                                 | Час відправлення | Станція        | Час прибуття | Час відправлення |
| —                                                            | 22:01            | Харків         | 06:14        | —                |
| 05:25                                                        | —                | Новоолексіївка | —            | 22:43            |

1 березня 2022 року, після обстрілів російськими окупантами, в ході вторгнення в Україну, був зруйнований залізничний міст через річку Карачокрак, на північній околиці міста у Василівка. В результаті руйнування залізничного мосту сполучення поїздами з півднем Запорізької області було припинено.

## Склад поїзда
В складі поїзда «Харків» — 13 вагонів ПКВЧ-7,а також 5 вагонів ПКВЧ-8 безпересадкового сполучення Полтава — Новоолексіївка: 
| №  | Тип вагону  | Маршрут сполучення       | Вагонне депо              |
| -- | ----------- | ------------------------ | ------------------------- |
| 1  | купейний    | Полтава — Новоолексіївка | ПКВЧ-8 Південна залізниця |
| 2  | плацкартний | Полтава — Новоолексіївка | ПКВЧ-8 Південна залізниця |
| 3  | купейний    | Полтава — Новоолексіївка | ПКВЧ-8 Південна залізниця |
| 4  | купейний    | Полтава — Новоолексіївка | ПКВЧ-8 Південна залізниця |
| 5  | плацкартний | Полтава — Новоолексіївка | ПКВЧ-8 Південна залізниця |
| 6  | плацкартний | Харків — Новоолексіївка  | ПКВЧ-7 Південна залізниця |
| 7  | плацкартний | Харків — Новоолексіївка  | ПКВЧ-7 Південна залізниця |
| 8  | плацкартний | Харків — Новоолексіївка  | ПКВЧ-7 Південна залізниця |
| 9  | плацкартний | Харків — Новоолексіївка  | ПКВЧ-7 Південна залізниця |
| 10 | купейний    | Харків — Новоолексіївка  | ПКВЧ-7 Південна залізниця |
| 11 | купейний    | Харків — Новоолексіївка  | ПКВЧ-7 Південна залізниця |
| 12 | купейний    | Харків — Новоолексіївка  | ПКВЧ-7 Південна залізниця |
| 13 | купейний    | Харків — Новоолексіївка  | ПКВЧ-7 Південна залізниця |
| 14 | купейний    | Харків — Новоолексіївка  | ПКВЧ-7 Південна залізниця |
| 15 | плацкартний | Харків — Новоолексіївка  | ПКВЧ-7 Південна залізниця |
| 16 | купейний    | Харків — Новоолексіївка  | ПКВЧ-7 Південна залізниця |
| 17 | купейний    | Харків — Новоолексіївка  | ПКВЧ-7 Південна залізниця |
| 18 | плацкартний | Харків — Новоолексіївка  | ПКВЧ-7 Південна залізниця |

Нумерація вагонів при відправленні з Харкова — з голови, зі станції Новоолексіївки — з хвоста поїзда.